# Camptopoeum afghanicum
Camptopoeum afghanicum là một loài Hymenoptera trong họ Andrenidae. Loài này được Patiny mô tả khoa học năm 1999.